# كهف مينيتونكا
كهف مينيتونكا (بالإنجليزية: Minnetonka Cave)‏؛ هو كهف يقع في مقاطعة بير ليك في الولايات المتحدة. اكتشف في عام 1907.

## السياحة
يعد «كهف مينيتونكا» أحد مواقع الجذب السياحي في مقاطعة بير ليك في ولاية أيداهو الأمريكية.